# Mohammed Muyei
Mohammed Muyei   (Niamey, 7 de febrer de 1975) és un exfutbolista de Níger de la dècada de 2000.
Fou internacional amb la selecció de futbol del Níger.
Pel que fa a clubs, destacà a Sekondi Hasaacas F.C., Kelantan FA i Stade Malien.